# Émile Victor Duval
Émile Victor Duval (Parigi, 1840 – Clamart, 4 aprile 1871) è stato un generale della Guardia nazionale della Comune di Parigi.

## Biografia
Operaio fonditore, iscritto alla Prima Internazionale dal 1867, fece parte dei circoli blanquisti. Nell'aprile del 1870 organizzò un vasto sciopero di fonditori che durò quattro mesi e l'8 luglio fu condannato, in quanto internazionalista, a due mesi di carcere scontati a Beauvais. Con la proclamazione della Repubblica, fu membro del Comitato centrale dei venti arrondissement municipali e partecipò alle sollevazioni del 31 ottobre 1870 e del 22 gennaio 1871 contro il governo.
Non fu eletto deputato dell'Assemblea Nazionale nel febbraio 1871 ed ebbe una parte notevole nell'insurrezione del 18 marzo che portò alla creazione della Comune, occupando alla guida delle Guardie nazionali la Prefettura di polizia di Parigi. Il 26 marzo fu eletto al Consiglio della Comune, fece parte della Commissione militare e di quella esecutiva e il 3 aprile fu nominato generale.
Quel giorno, pur contrario all'iniziativa, guidò con Jules Bergeret ed Émile Eudes l'offensiva contro Versailles che si concluse con una grave sconfitta. Fatto prigioniero con i suoi Federati sulla piana di Châtillon, fu fatto fucilare con due ufficiali dal generale versagliese Joseph Vinoy.